# Abelardo Moralejo Laso
Abelardo Moralejo Laso (Argujillo, Zamora; 28 de enero de 1898-Santiago de Compostela, 10 de abril de 1983) fue un latinista y lingüista zamorano especializado y destacado, entre otros aspectos, en el estudio de la toponimia de Galicia.

## Trayectoria

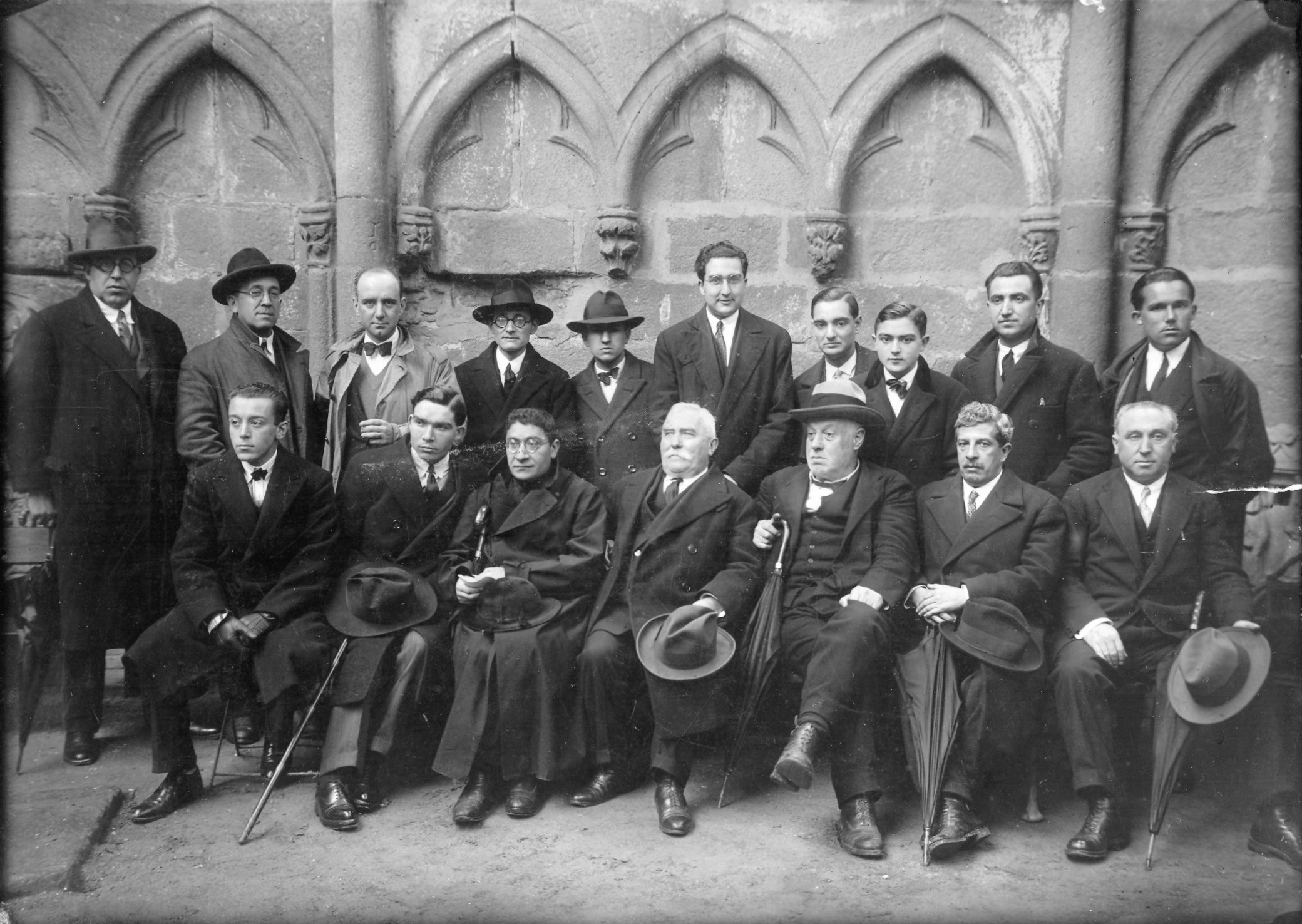
Miembros del SEG en 1928. De izq. a d. De pie: Otero Pedrayo, Losada, López Cuevillas, Risco, Carballo Calero, Filgueira Valverde, García Paz, Pintos Fonseca, Fraguas y Fernández Osorio y Tafall. Sentados: Parga Pondal, Moralejo Laso, Carro, Cabeza de León, Arias Sanjurjo, Álvarez Limeses y Novás.

Era el menor de siete hermanos en una familia de labradores de Argujillo (Zamora) que aliviaba su economía con la alquitara y el estanco. Ayudado por un hermano sacerdote, hizo el bachillerato en el Instituto de Zamora (1911-17). Ingresó posteriormente en la Universidad de Salamanca, donde inició estudios en la facultad de Filosofía y Letras, en la que tuvo como profesor a Miguel de Unamuno y donde obtuvo la licenciatura en 1921. Pasó entonces a la Universidad Central de Madrid para realizar el doctorado, al tiempo que ampliaba estudios y colaboraba con el Centro de Estudios Históricos que dirigía Ramón Menéndez Pidal. Durante cierto tiempo fue incorporado al ejército y sirvió durante el período de la Guerra de Marruecos. En 1926 presentó la tesis doctoral, dirigida por el profesor y académico Julio Cejador, que versaba sobre las oclusivas sonoras aspiradas del latín. En ese mismo año opositó a cátedras universitarias de latín, y obtuvo la correspondiente a la Universidad de Santiago de Compostela, de la que tomó posesión a comienzos de 1927.
Abelardo Moralejo estuvo durante el resto de su vida laboral a cargo de esa cátedra. Su condición de profesor numerario residente, en años en que era corriente usar el puesto en Santiago como trampolín para optar la otros destinos, hizo que estuviera casi siempre en cargos, como decano o secretario de la facultad de Filosofía y Letras, o bien en otros cargos directivos de la universidad. Otras carencias, como la de profesorado especializado, lo llevaron a impartir clases de materias que estaban en los programas de estudios, pero que no eran de su especialidad, aunque las conociera bien, como podía ser la lengua árabe.
Moralejo Laso se jubiló en el año 1968, aunque, precisamente, publicó a partir de ese momento con mayor frecuencia. El campo de investigación de Abelardo Moralejo era la lingüística, pero dentro de ella sus estudios se repartían, grosso modo, entre la lingüística clásica y la romance, y dentro de esta hace falta destacar el desarrollo del estudio de la investigación de la toponimia gallega y leonesa.Fue padre de una esplendorosa pléyade de profesores e investigadores universitarios en diversos campos: los filólogos José Luis y Juan José y el historiador del arte Serafín, todos apellidados Moralejo Álvarez.

## Obra
- Las oclusivas sonoras aspiradas en latín (Madrid: Hernando, 1926) - tesis de doctorado.
- Los nombre propios personales con referencia a los españoles principalmente (Santiago: Universidad de Santiago, 1933).
- Toponimia gallega y leonesa. Santiago de Compostela. Pico Sagrado. 1977, 382 páxs - ISBN 84-85170-20-2 , recoge artículos publicados con anterioridad. El autor figura como Abelardo Moralejo Lasso, con doble s.

### Traducciones
- En colaboración con Casimiro Torres Rodríguez y Julio Feo García, Liber Sancti Jacobi Codex Calixtinus. Santiago. Instituto de Estudios Gallegos Padre Sarmiento. 1951, 646 págs, hay reedición a cargo de Xesús Carro Otero, 1992 ISBN 84-453-0564-6
- Walter Porzig, El maravilloso mundo del lenguaje: problemas, métodos y resultados de la lingüística moderna. Madrid. Gredos. 1964, 507 págs, reeditado varias veces (título original: De las Wunder diere Sprache).
- Leo Pollmann, La épica en las literaturas románicas: pérdidas y cambios. Planeta. Barcelona. 1973 (título original De las Epos in den romanischen Literaturen: Verlust und Wandlungen).